# EVOL (álbum)
EVOL es el tercer álbum de estudio de la banda neoyorquina de rock alternativo y noise rock Sonic Youth. Este álbum fue lanzado en mayo de 1986 a través de la discográfica SST Records. Fue grabado en marzo de 1986 y producido por Martin Bisi y Sonic Youth.
Evol se caracteriza por alejarse un poco más del noise rock con respecto a los anteriores álbumes, entrando en un sonido más profundo y experimental. Fue el primer álbum con el baterista Steve Shelley, reemplazando a Bob Bert; además, fue el primer álbum en ser grabado en un sello no-independiente, SST Records.

## Listado de canciones
Toda la música compuesta por Sonic Youth. 
| EVOL  |                                                                                       |                    |                |          |  |
| N.º   | Título                                                                                | Letras             | Voz            | Duración |  |
| 1.    | «Tom Violence»                                                                        | Thurston Moore     | Thurston Moore | 3:05     |  |
| 2.    | «Shadow of a Doubt»                                                                   | Kim Gordon         | Kim Gordon     | 3:32     |  |
| 3.    | «Starpower»                                                                           | Moore              | Gordon         | 4:48     |  |
| 4.    | «In the Kingdom #19»                                                                  | Lee Ranaldo        | Lee Ranaldo    | 3:24     |  |
| 5.    | «Green Light»                                                                         | Moore              | Moore          | 3:46     |  |
| 6.    | «Death to Our Friends»                                                                |                    |                | 3:16     |  |
| 7.    | «Secret Girl»                                                                         | Gordon             | Gordon         | 2:54     |  |
| 8.    | «Marilyn Moore»                                                                       | Lydia Lunch, Moore | Moore          | 4:04     |  |
| 9.    | «Expressway to Yr. Skull» (o «The Crucifixion of Sean Penn» / «Madonna, Sean and Me») | Moore              | Moore          | 7:19     |  |
| 37:08 |                                                                                       |                    |                |          |  |

| Bonus track |             |            |                 |          |  |
| N.º         | Título      | Letras     | Voz             | Duración |  |
| 1.          | «Bubblegum» | Kim Fowley | Gordon, Ranaldo | 2:49     |  |
| 39:57       |             |            |                 |          |  |